# Репрезентација Мексика у хокеју на леду
Хокејашка репрезентација Мексика представља Мексико у хокеју на леду на међународним такмичењима. Налази се под окриљем Савеза хокеја на леду Мексика који је од 1985. део Међународне хокејашке федерације ИИХФ.
Тренутно се такмичи у другој дивизији светског првенства и представља једину државу Латинске Америке чија репрезентација се такмичи на међународној сцени.

## Историјат
Мексички хокејашки савез основан је 1984. године, а од 30. априла 1985. члан је Међународне хокејашке федерације.
На међународној сцени репрезентација је дебитовала у оквиру светског првенства групе Д 2000. поразом од селекције Белгије са 5:0. Од тада су редовни учесници свих светских првенстава, углавном као део друге дивизије.
Најбољи пласман на светској ранг листи ИИХФ остварили су 2010. када су били рангирани као 32. репрезентација света.

## Резултати на светским првенствима
| Год.  | Место        | Пласман     | Категорија (група) |
| ----- | ------------ | ----------- | ------------------ |
| 2000. | Рејкјавик    | 7/9 (40/42) | Група Д            |
| 2001. | Букурешт     | 6/6 (36)    | Дивизија , група Б |
| 2002. | Кејптаун     | 3/6 (34)    | Дивизија , група А |
| 2003. | Сеул         | 6/6         | Дивизија , група А |
| 2004. | Рејкјавик    | 3/5         | Дивизија           |
| 2005. | Мексико Сити | 1/5         | Дивизија           |
| 2006. | Окленд       | 5/6         | Дивизија , група Б |
| 2007. | Сеул         | 5/6 (37)    | Дивизија , група Б |
| 2008. | Њукасл       | 4/6         | Дивизија , група Б |
| 2009. | Софија       | 5/6         | Дивизија , група Б |
| 2010. | Мексико Сити | 5/6         | Дивизија , група А |
| 2011. | Мелбурн      | 5/6         | Дивизија , група А |
| 2012. | Софија       | 4/6         | Дивизија , група Б |

| Год.  | Место | Пласман | Категорија (група) |
| ----- | ----- | ------- | ------------------ |
| 2013. | Измит | /       | Дивизија , група Б |

## Резултати против осталих селекција
Закључно са крајем 2012.
| Репрезентација     | Ут | Поб | Н | Пор | ГД  | ГП  | ГР   |
| ------------------ | -- | --- | - | --- | --- | --- | ---- |
| Белгија            | 6  | 0   | 0 | 6   | 7   | 39  | -32  |
| Јужна Африка       | 4  | 2   | 0 | 2   | 15  | 22  | -7   |
| Луксембург         | 2  | 2   | 0 | 0   | 9   | 1   | +8   |
| Турска             | 3  | 2   | 0 | 1   | 16  | 7   | +9   |
| Румунија           | 1  | 0   | 0 | 1   | 0   | 19  | -19  |
| Израел             | 4  | 1   | 0 | 3   | 13  | 17  | -4   |
| Бугарска           | 4  | 1   | 0 | 3   | 16  | 34  | -18  |
| Србија и Црна Гора | 2  | 0   | 0 | 2   | 0   | 32  | -32  |
| Северна Кореја     | 2  | 0   | 0 | 2   | 1   | 10  | -9   |
| Нови Зеланд        | 4  | 2   | 1 | 1   | 12  | 14  | -2   |
| Јужна Кореја       | 4  | 0   | 0 | 4   | 6   | 48  | -42  |
| Шпанија            | 4  | 0   | 0 | 4   | 8   | 24  | -16  |
| Аустралија         | 6  | 0   | 0 | 6   | 8   | 55  | -47  |
| Ирска              | 2  | 2   | 0 | 0   | 14  | 4   | +10  |
| Јерменија          | 2  | 2   | 0 | 0   | 65  | 0   | +65  |
| Исланд             | 3  | 1   | 1 | 1   | 10  | 9   | +1   |
| Кина               | 3  | 0   | 0 | 3   | 5   | 14  | -9   |
| Србија             | 1  | 1   | 0 | 1   | 5   | 10  | -5   |
| Аргентина          | 2  | 2   | 0 | 0   | 15  | 2   | +13  |
| Хрватска           | 1  | 0   | 0 | 1   | 2   | 9   | -7   |
| укупно (20)        | 60 | 18  | 2 | 40  | 227 | 370 | -143 |